# 佩爾沃茲瓦尼夫卡 (丘托韋區)
49°46′31″N 34°58′16″E / 49.77528°N 34.97111°E
佩爾沃茲瓦尼夫卡（烏克蘭語：Первозванівка），是烏克蘭中部的村莊，隸屬波爾塔瓦州的波爾塔瓦區。該村處於斯溫基夫卡河畔，海拔高度126米，2001年人口391。